# Псовая и ружейная охота
«Псовая и ружейная охота» — специализированный «тонкий» охотничий журнал. Издавался в Венёве Тульской губернии в 1894—1903 годах и в Москве в 1904—1907 годах, затем в 1908—1914 годах выходил под названием «Семья охотников». Занимал лидирующую позицию в популяризации идей правильной охоты среди провинциальных охотников.

## История издания
В конце XIX века социально-экономические и культурные перемены в общественной жизни Российской империи и необходимость объединить усилия любителей охоты и собаководства для защиты и сохранения русской охоты привели к бурному развитию охотничьей прессы. Появилось множество специализированных изданий — «Природа и охота» (1878—1912) Л. П. Сабанеева, «Охотник» (1887—1889), «Журнал охоты» (1890—1892) А. Е. Корша, «Русский охотник» (1890—1895) князя В. П. Урусова, «Дневник охотника» (1891—1893), «Охота. Всеобщее охотничье обозрение» (1891—1893) Д. П. Вальцова, «Приволжский вестник охоты» (1891—1892), — однако почти все они быстро закрылись из-за отсутствия финансовой помощи от государства и охотничьих обществ, высоких издержек на печать и почтовую пересылку и острой конкурентной борьбы за немногочисленных подписчиков.
В этих условиях новому журналу, учреждённому в 1894 году, мог составить конкуренцию только сабанеевский «Природа и охота» — толстый, 200—250 страниц, и дорогой ежемесячный журнал исследовательской направленности, ориентированный на образованного и состоятельного читателя. «Псовая и ружейная охота», наоборот, задумывался как общедоступное, недорогое, но качественное издание, рассчитанное на «небогатых охотников, имеющих душевную потребность в благородном занятии», призванное объединить «разрозненных и разнородных охотников на почве дела» и обеспечить их потребность в актуальной информации. Охотничьи журналы конца XIX века печатались в Москве и Петербурге, бывших центрами охотничьей жизни. «Псовая и ружейная охота» стал первым провинциальным журналом, получившим широкое признание и оптимальным образом воплощающим тип специализированной спортивной охотничьей периодики, сложившийся в 1890-х годах.
Основателем и бессменным редактором журнала стал тульский помещик, страстный любитель и знаток ружейной и псовой охоты Сергей Владимирович Озеров, живший в селе Свиридово Венёвского уезда. Озеров печатал очерки и статьи в «Природе и охоте» и «Журнале охоты» и пользовался авторитетом среди охотников и заводчиков борзых собак. Его компаньон и соиздатель с момента основания журнала до 1899 года, дворянин И. Е. Курдюмов жил в имении в селе Духановка Путивльского уезда Курской губернии. Позднее их компаньоном ненадолго стал князь Д. И. Ширинский-Шихматов, упомянутый в числе соиздателей в журнале за 1898 год. В 1901 году Озеров остался единственным его владельцем.
Разрешение на издание журнала было выдано в июле 1894 года, первый номер журнала «Псовая и ружейная охота» увидел свет 1 сентября 1894 года. Журнал именовался органом Киевского отдела Императорского общества размножения охотничьих и промысловых животных и правильной охоты, однако печатался он за счёт владельцев-издателей. Редакция располагалась по адресу: гор. Венёв, Тульской губернии, с. Свиридово и представляла собой личный кабинет С. В. Озерова в его доме. Помимо редактора, в штате состояли два писца, одним из которых был крестьянин из деревни Большие Заломы Александр Алексеевич Торсков. Печатался журнал в типографии Е. И. Дружининой на Киевской улице в Туле. Подписку принимали и в отделениях редакции в Москве (оружейный магазин Р. Р. Роггена), Киеве (оружейный магазин В. И. Виннера) и Одессе (контора компании «Надежда»). В розницу журнал продавался на железнодорожных станциях.

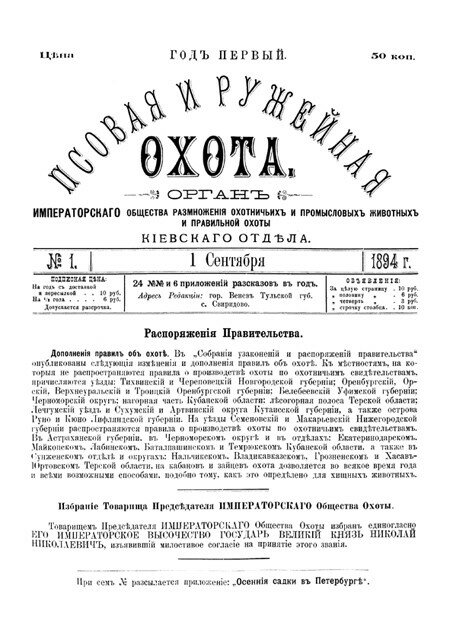
Обложка первого номера: № 1 от 1 сентября 1894 года

С «Псовой и ружейной охотой» распространялось 4-х-страничное рекламное приложение «Семья охотников», журнал вкладывали в него, как в суперобложку. Со временем реклама перекочевала в журнал, а название «Семья охотников» появилось на его обложке в виде надзаголовка. С 1896 года издание пополнилось ежемесячными книгами-приложениями.

Редактор С. В. Озеров привлекал к сотрудничеству с журналом известных учёных, писателей и охотников. Благодаря их участию авторитет издания был очень высок, и к началу XX века журнал уже представлял более двадцати пяти местных охотничьих обществ по всей стране. Уровень и значение «Псовой и ружейной охоты» оценил охотник и библиофил Н. Ю. Анофриев:
После «Природы и охоты», сыгравшей первую роль в деле русской охоты, следующее место по своему значению занимает «Псовая и ружейная охота». Будучи редактируем страстным псовым охотником, журнал поддержал упадающую псовую охоту. Он сумел привлечь к себе лучшие литературные силы. Содержание журнала было всегда интересное и разнообразное, близкое к полю и без кабинетных потуг.
В 1903 году С. В. Озеров, страдавший от тяжёлой и неизлечимой болезни, умер в своём кабинете над корректурой журнала. После его смерти журнал «Псовая и ружейная охота» выкупило Московское общество охоты имени императора Александра II. Редактором стал секретарь общества, охотник и собаковод К. В. Мошнин (1861—1921). Редакция находилась в Москве, в доме Вострякова на Малой Дмитровке, 14.
В конце 1907 года журнал сменил собственника и с 1908 года стал выходить под названием «Семья охотников». Его издателем-редактором стал А. А. Торсков, бывший секретарь С. В. Озерова. С 1910 года редактором был Г. И. Поляков. В 1911 году редактирование журнала взял на себя числившийся издателем с 1909 года Сергей Тихонович Павлов, коллектор и таксидермист отдела природы Музея Донского казачества, переехавший для этого из Новочеркасска в Москву. В 1913—1914 гг. журнал стал печатным органом Специального отделения псовой охоты при Московском обществе охоты имени Императора Александра II, а издателем-редактором — В. Н. Сатинский. В июне 1914 года вышел последний сдвоенный выпуск, после которого журнал прекратил существование.

## Характеристика журнала
Журнал объемом 16 страниц в первый год издания выходил два раза в месяц — 1 и 15 числа, со второго года - три раза в месяц, а в 1902-1903 даже четырежды в месяц. При жизни основателя С. В. Озерова подписной год "Псовой и ружейной охоты" начинался с ноября и стал совпадать с календарным годом при новом издателе, с 1904 года.
| Год | Номеров в месяц           | Вышло книжек (из них сдвоенных) |
| «Псовая и ружейная охота» | «Псовая и ружейная охота» | «Псовая и ружейная охота»       |
| --- | ------------------------- | ------------------------------- |
| 1894/95 | 2                         | 24                              |
| 1895/96—1900/01 | 3                         | 36                              |
| 1901/02 | 4                         | 48                              |
| 1902/03 | 4                         | 47 (1)¹                         |
| 1904 | 3                         | 36                              |
| 1905 | 3                         | 33 (1)²                         |
| 1906 | 3                         | 35                              |
| 1907 | 3                         | 18                              |
| «Семья охотников» |                           |                                 |
| 1908—1911 | 2                         | 24                              |
| 1912 | 2                         | 24                              |
| 1913 | 1                         | 12                              |
| 1913/14 | 2                         | 11(1)³                          |
| ¹ сдвоенный № 47-48 вышел в январе 1904 года ² № 33-36 за декабрь вышли одной «сборной» книжкой ³ последний сдвоенный № 11-12 вышел в июне 1914 года |                           |                                 |

Подписная цена в первые годы издания с доставкой по территории Российской империи составляла 10 руб. в год (для сравнения, годовая подписка на журнал «Русский охотник» стоила 6 руб., а на журнал «Природа и охота» с приложением «Охотничья газета» - 15 руб.). К подписке на журнал бесплатно прилагались сборники рассказов -  книг в год.
С 1896 года журнал стал выпускать книги-приложения сначала 6 книг в год, позднее ежемесячно. В книги-приложения шли более объёмные статьи тех же авторов и на те же темы, что и в журнале: в них размещались объёмные аналитические статьи, охотничьи рассказы, полные версии переводов из иностранных журналов, описания выставок, ярко иллюстрированные каталоги птиц и т. п. Озеров не перегружал объёмной информацией журнал, чтобы осветить в нём как можно больше важных для отрасли тем и соответствовать статусу народного издания. Желающие узнать детали приобретали книгу.
Программа журнала включала основные разделы, характерные для политематического специализированного научно-популярного издания: официальные документы, отчеты Обществ охоты, русские и заграничные тематические обзоры, вопросы псовой и ружейной охоты, собаководство в России и за границей, лечение животных, обзор охотничьей литературы в России и за границей, беллетристика, частные объявления, смесь.. На высоком профессиональном уровне обсуждались важные для отрасли темы: состояние охоты в России, охрана природного мира от браконьеров, вопросы собаководства и коннозаводства..
В целях обеспечения высокого качества издания Озеров пригласил к сотрудничеству лучших авторов Российской империи: орнитолог, знаток ружейной охоты С. А. Бутурлин отвечал за орнитологический и оружейный отделы, занимался переводами из иностранных журналов, помогал читателям в выборе оружия; писатели Н. А. Вербицкий и Д. А. Вилинский поддерживали беллетристический отдел; специалист по гончим и легавым собакам В. В. Де-Коннор возглавлял отдел собаководства, вел обозрение английских журналов; крупнейший оружиевед А. П. Ивашенцов поддерживал С. В. Озерова по всем вопросам, был его другом и соратником; специалист по гончим Н. П. Кишенский поддерживал отдел собаководства, освещал выставки собак.
По авторитету и популярности журнал не уступал «Природе и охоте» Л. П. Сабанеева, так как объединил в себе важнейшие качества: академизм, с одной стороны, и доступность, остроту, готовность к конструктивной полемике — с другой.